# Little by Little (banda)
Little by Little é uma banda japonesa de J-Rock, composta pelos vocalistas Hideco e Tetsuhiko. Little by Little tem contrato com a Sony Music Japan e é ligado ao Stardust Promotion. Eles são mais conhecidos por suas contribuições para vários animes, incluindo "Kanashimi wo Yasashisa ni" (悲しみ を やさし さ に), o terceiro tema de abertura de Naruto, "Love & Peace", o tema de abertura segundo Superior Defender Gundam Force , "colibri", um tema de encerramento doYakitate! Japan, e "Kimi Monogatari" (キミモノガタリ), o  terceiro tema de encerramento de Naruto Shippuden.
O nome da banda homenageia o título de uma canção do grupo britânico Oasis, banda favorita dos músicos.

## Membros
- Hideco (ヒデコ, Hideko, Nome Completo: Eiko Satō (佐藤 英子 Satō Eiko)), vocal.
- Tetsuhiko (テツヒコ, [Nome Completo:Tetsuhiko Suzuki (鈴木 哲彦 Suzuki Tetsuhiko] Erro: {{japonês}}: texto da transliteração contém caractere não latino (pos 33) (ajuda)), compositor.

## Discografia

### Álbuns
- Sweet Noodle Pop (20 de Julho de 2005)

### Singles
| # - Single | Title | Date                  |
| ---------- | --- | --------------------- |
| 1st        | Kanashimi wo Yasashisa ni (悲しみをやさしさに, "Sadness into kindness") (3rd Opening to Naruto) 1."Kanashimi wo Yasashisa ni" 2."Ireland fortune market" 3."home town" 4. "Kanashimi wo Yasashisa ni Naruto Opening Mix" (悲しみをやさしさに NARUTO -ナルト- Abertura MIX)                                               | December 17, 2003     |
| 2nd        | SD Gundam Force) 1."Love & Peace" 2."Puzzle" 3."Astrodog" (アストロドッグ, Asutorodoggu) 4."Love & Peace (Instrumental)" | 14 de Abril de 2004   |
| 3°         | Amegari ni Kyūna Sakamachi (雨上がりの急な坂道, "A steep slope after the rain") (Usado como musica tema de the drama 大好き！五つ子6 (Daisuki! Itsutsu ko 6) 1."Amegari ni Kyūna Sakamachi" 2."Hubble" (ハッブル Habburu) 3."Ninja Kids" 4. "Amegari ni Kyūna Sakamachi Instrumental (雨上がりの急な坂道 -instrumental-) | 11 de Agosto de 2004  |
| 4th        | Synchro (シンクロ, Shinkuro)(Usada como musica tema do filme 恋は五・七・五！ (Koi wa go-shichi-go!)) 1."Synchro" 2."Namae no Nai Kyō" (名前のない今日, "Today without a name") 3."Synchro Instrumental" (シンクロ -instrumental-)                                                                                       | 20 de Abril de 2005   |
| 5th        | Hummingbird (ハミングバード, Hamingubādo) (Usado como tema de encerramento de Yakitate!! Japan) 1."Hummingbird" 2."Lonely Survivor" 3."Hummingbird Instrumental" (ハミングバード -instrumental-) | 8 de Junho de 2005    |
| 6°         | Kimi Monogatari (キミモノガタリ, "Your story") (Terceiro tema de enceramento de Naruto Shippuden 1."キミモノガタリ" 2."Potato and Coke" (ポテトとコーク Poteto to kōku,) 3."Eden" 4."Kimi Monogatari Instrumental" (キミモノガタリ -Instrumental-)                                                                       | 5 de dezembro de 2007 |
| 7°         | Pray 1."Pray" 2."Re:birth Day" 3. "Japanese Compact Girl 148" (ジャパニーズコンパクトガール148 "Japanīzu Konpakuto Gāru148) 4."Pray -Instrumental-" | 28 de Maio de 2008    |